# DOC (formát)
DOC nebo doc (zkratka pro Document) je přípona souboru pro textové procesory, nejčastěji používané v Microsoft Word. Dříve se tato přípona používala pro dokumentaci prostého textu a to na široké řadě operačních systémů. Během osmdesátých let ho používal WordPerfect jako svůj proprietární formát, ale později, v roce 1983, si ho Microsoft vybral pro svůj textový procesor Microsoft Word.

## Formát binárního souboru Microsoft Word
Binární soubory DOC často obsahují více informací o formátování textu (skripty a informace o vrácení zpět) než jiné formáty souborů dokumentů(jako je formát RTF a jazyk HTML), ale jsou obvykle méně kompatibilní.
Soubory DOC vytvořené pomocí různých verzí aplikace Microsoft Word se liší. Verze aplikace Microsoft Word až do formátu Word 97 používaly jiný formát, než formát z aplikace Microsoft Word 97 – 2003. V aplikaci Microsoft Word 2007 a novější byl formát binárního souboru nahrazen výchozím formátem ve formátu Office Open XML, ačkoli aplikace Microsoft Word může stále vytvářet soubory DOC.

### Podpora aplikací
Formát DOC je nativní v aplikaci Microsoft Word. Jiné textové procesory, jako například OpenOffice.org Writer, IBM Lotus Symphony, Apple Pages a AbiWord, mohou také vytvářet a číst soubory DOC, ale s určitými omezeními. Programy příkazového řádku pro operační systémy podobné Unixu, které dokáží převést soubory z formátu DOC na prostý text nebo jiné standardní formáty, zahrnují knihovnu wv, která je sama používána přímo společností AbiWord.

### Specifikace
Vzhledem k tomu, že formát souborů DOC byl po mnoho let uzavřenou specifikací, přetrvává nekonzistentní zacházení s formátem a může způsobit ztrátu formátovací informace při manipulaci se stejným souborem více programy pro zpracování textu. Některé specifikace pro binární formáty Microsoft Office 97 byly publikovány v roce 1997 pod restriktivní licencí, ale tyto specifikace byly z internetu odebrány v roce 1999. Specifikace novějších formátů binárních souborů Microsoft Office nebyly veřejně dostupné. Specifikace formátu DOC byla od roku 2006 k dispozici od společnosti Microsoft na požádání pod restriktivními podmínkami RAND-Z až do února 2008. Sun Microsystems a OpenOffice.org zpětně analyzovali formát souboru. Dne 15. února 2008 společnost Microsoft vydala specifikaci formátu .DOC pod Microsoft Open Specification Promise. Tato specifikace však nepopisuje všechny funkce používané ve formátu DOC a práce se zpětnou analýzou zůstává nezbytná. Od roku 2008 byla specifikace několikrát aktualizována. Poslední změna byla provedena v lednu roku 2017.